# Rhysida polyacantha
Rhysida polyacantha är en mångfotingart som beskrevs av L. E. Koch 1985. Rhysida polyacantha ingår i släktet Rhysida och familjen Scolopendridae. Inga underarter finns listade i Catalogue of Life.